# Pahi (scheepstype)
Een pahi was een groot, Polynesisch zeilschip.
Met deze schepen kon men honderden kilometers afleggen. Slechts 4-8 man moesten de boot besturen. Er konden naast deze mensen nog 16 andere mensen op en er stond een hut in het midden van het schip, die bescherming bood. In de planken tussen de twee rompen, zat een vuurschaal van koraal, zoals we vaker zien bij reisschepen. Pahi’s hadden twee zeilen, de achterste was het kleinst en het kwam voor dat de masten van bamboe gemaakt waren. Sommige pahi’s hadden echter een enkel zeil, wat als voordeel leverde dat de hut van het schip gehaald kon worden, om al direct een veilige slaapplaats te hebben. De militaire variant van deze schepen konden 17 tot 25 meter lang worden en moesten een bemanning hebben van 4-16 mensen en hadden twee krabklauwzeilen.